# 三野站
三野站（日语：／ Mino eki */?）是一位於日本三豐市三野町下高瀨，隸屬於四國旅客鐵道（JR四國）的鐵路車站，車站編號為Y15。現時只有普通列車停靠。
三野站是JR四國所有車站中，唯一採用全平假名寫法的車站。然而該處所在的三野町則使用漢字，採用平假名作為站名的原因已無法查考。

## 車站結構
車站為單層平房式建築，並經過了翻新工程，外牆更換為鋁版。設有候車大堂及入口設於月台上的洗手間，原站務室的窗口已經被封閉並改為儲物室，並在門口旁邊設置了售票機。
另外現時作為連接月台的閘口部份，本來是站舍中的一個間格，無人化及翻新工程時將這部份拆走，只留下頂部的屋簷部份。

### 月台配置
月台位處單線路段，屬1線1面的配置，只設有1個側式月台，有效長度為5輛。列車靠站時，往觀音寺站方向會是右側開門，而上行往高松或多度津時則為左側開門。
月台出入口位於月台末端向詫間站方向，另外在站牌旁亦設有一部簡易售票機。
| 路線    | 方向     | 目的地                     |
| ------- | -------- | -------------------------- |
| ■予讚線 | （上行） | 多度津、高松、岡山方向     |
| ■予讚線 | （下行） | 觀音寺、伊予西條、松山方向 |

## 歷史
- 1952年1月27日：開業。最初稱為「高瀨大坊」站[1][2]。
- 1971年11月8日: 無人化，簡易委託化。
- 1987年4月1日: 日本國鐵分割民營化，車站的營運由JR四國繼承。
- 1994年12月3日: 為配合當區町名，改名為「三野（みの）」站。[2][3][4]
- 2008年6月1日: 隨增添對應高松站的出入閘機的自動售票機，簡易委託化取消。

## 每日使用人數
| 年度   | 1日平均上車人數 |
| ------ | --------------- |
| 2004年 | 275             |
| 2005年 | 258             |
| 2006年 | 244             |
| 2007年 | 234             |
| 2008年 | 244             |
| 2009年 | 263             |
| 2010年 | 272             |
| 2011年 | 256             |
| 2012年 | 239             |
| 2013年 | 229             |
| 2014年 | 232             |
| 2015年 | 248             |
| 2016年 | 231             |
| 2017年 | 237             |

## 相鄰車站
四國旅客鐵道
■予讚線
詫間（Y14）－三野（Y15）－高瀨（Y16）

## 外部連結
- JR四國三野站官方發車時間表。（页面存档备份，存于）